# بنجامین ده کولر
بنجامین ده کولر (هلندی: Benjamin De Ceulaer؛ زادهٔ ۱۹ دسامبر ۱۹۸۳) فوتبالیست اهل بلژیک است.

## باشگاهی
از باشگاه‌هایی که در آن بازی کرده‌است می‌توان به فاینورد، سنت ترویدنس، و خنک اشاره کرد.